# Marina Hmelevskaya
Marina Sergeyevna Hmelevskaya (russisch Марина Сергеевна Хмелевская, usbekisch Marina Sergeyevna Xmelevskaya, deutsche Umschrift Marina Sergejewna Chmelewskaja; * 30. Juli 1990 in Fargʻona) ist eine usbekische Sommerbiathletin und Leichtathletin.
Hmelevskaya war zunächst als Mittel- und Langstreckenläuferin aktiv. Bei den Crosslauf-Weltmeisterschaften kam sie 2003 in Avenches im Juniorinnenrennen auf Rang 93 und 2006 in Fukuoka auf der Kurzstrecke auf Rang 90. Bei den Leichtathletik-Jugendweltmeisterschaften 2007 in Ostrava schied sie über 1500 Meter im Vorlauf aus. 2005 wurde sie nationale Meisterin über 1500 und 3000 Meter.
Im Sommerbiathlon trat Hmelevskaya bei den Frauen erstmals im Rahmen des IBU-Sommercups 2012 in Osrblie an und wurde Achte des Sprints und Elfte des Verfolgers. Erste internationale Meisterschaften wurden für sie die Sommerbiathlon-Europameisterschaften 2012 an selber Stelle, bei denen die Usbekin mit sieben Fehlern im Sprint wie auch mit 15 Fehlern in der Verfolgung 16. Ränge belegte.

## Persönliche Bestzeiten
- 1500 m: 4:26,79 min, 22. Mai 2009, Taschkent
- 3000 m: 9:56,04 min, 30. September 2005, Taschkent